# Vincenc Ferrerský
Svatý Vincenc Ferrerský (španělsky Vincente Ferrer, 23. ledna 1350, Valencia – 5. dubna 1419, Vannes) byl španělský dominikánský řeholník a kazatel. Římskokatolická církev ho uctívá jako svatého.

## Život
Byl synem anglického imigranta Williama Ferrera a Španělky Constanzy Miguelové. Stal se v 17 letech dominikánem a začal se intenzivně věnovat kázání. Později odešel do Avignonu a stal se rádcem vzdoropapeže Benedikta XIII. Po odchodu z Avignonu, v roce 1399, procházel Evropou a kázal o hříchu a věčnosti. Významné bylo jeho působení na Iberském poloostrově, kde probíhala rekonkvista a kde údajně (např. v Toledu) přivedl mnoho muslimů a židů ke křesťanské víře. Kolem roku 1414 vyvíjel přes krále Ferdinanda I. snahu o svržení vzdoropapeže. Na závěr života žil ve Francii, v oblasti Bretaně a Normandie.
V roce 1455 jej kanonizoval Kalixt III. Svátek je slaven 5. dubna.
Společně se sv. Prokopem je zpodobněn na sousoší od Ferdinanda Brokoffa na Karlově mostě v Praze.

## Dílo

### České překlady
- FERRERSKÝ, Vincenc. Duchovní život. Tasov: Marie Rosa Junová, 1946.